# Hajen (James Bond)
Hajen (Jaws på engelska) är en hantlangare i James Bondfilmerna spelad av Richard Kiel.

## Bakgrund
Hajen är den enda hantlangaren i "Bondhistorien" som deltagit i två filmer - Älskade spion (1977) och Moonraker (1979), åtminstone fram tills Jesper Christensens ’’Mr. White’’ (med tre filmer mellan 2006, 2008 och 2015). En gangster från Diamantfeber (1971) återkommer kort i början av Mannen med den gyllene pistolen (1974). 
”Hajen” är en frilansande yrkesmördare som uppfyller i princip samtliga kriterier för en typisk hantlangare i Bondfilmerna. Han jobbar åt superskurkar, är jättestor, extremt stark men inte särskilt smart. Han är försedd med ståltänder som kan bita igenom praktiskt taget vad som helst, inklusive kedjor, halvdecimetertjocka stålvajrar och (mindre överraskande) vitala blodkärl, som särskilt inledningsvis är hans signaturmetod för att lönnmörda sina offer. Tänderna visar sig också vara närmast resistenta mot skjutvapen och kraftiga magneter utan synbara repor. Hans kropp är också enormt motståndskraftig mot slag och sparkar, och han överlever bilkrascher, att kastas från tåg, fall från flygplan med improviserad landning, etc. med minimala skador.

## Filmer
I Älskade spion jobbar han åt Karl Stromberg som vill provocera fram ett tredje världskrig och utför utan protester de mord som Stromberg beordrar. I Moonraker jobbar han åt Hugo Drax som om möjligt har ännu värre planer för mänskligheten.
Förutom att Hajen deltar i två filmer byter han sida i slutet av Moonraker, och hjälper Bond att besegra Drax. Hajen har insett att det inte finns plats för honom bland Drax "supermänniskor" om Drax fruktansvärda plan genomförs, vilket innebär att så gott som hela mänskligheten utplånas. Han hjälper också Bond att fly från Drax sönderfallande rymdstation.
En del kritiker menar att ett problem med Hajen är att han är nästan odödlig. Han överlever allt - fall från flygplan, han blir begravd under raserade hus mm, utan skador. Inte ens när Bond i slutet av Älskade spion (med hjälp av en stor magnet) slänger ner honom i en bassäng med en haj dör han. Hajen biter helt enkelt ihjäl hajen.
Trots all kritik är Hajen ändå den mest kända av alla hantlangare i Bondfilmerna och oerhört populär bland många Bondfans. Att han även fick vara med i Moonraker sägs ha varit på "allmän begäran" från Bondfans världen runt.

## Andra framträdanden
- Hajen (eller "Dong" som han kallas i den svenska dubbningen) medverkar i den tecknade TV-serien James Bond Junior (1991), då som en vanlig hantlangare i brottsorganisationen S.C.U.M.. Han är då mer muskulös, klädd i en blå kostym och hans käft är ersatt av en mekanisk variant. Han jobbar då ofta ihop med Nick Nack ("Ding-Ding" i den svenska dubbningen), som tillsammans formar något av en komisk duo.
- Hajen medverkar i Sega Mega Drive-/Genesisspelet James Bond 007: The Duel (1993), där han har rollen som spelets sista boss.
- I TV-spelet Goldeneye 007 (1997) till Nintendo 64 måste spelaren besegra Hajen i ett bonusuppdrag. Hajen är då en hantlangare till den avlidne Hugo Drax. I detta spel är han även en upplåsbar multiplayer-karaktär.
- Han medverkar som boss i Game Boy-spelet James Bond 007 (1998).
- Han är en upplåsbar multiplayer-karaktär i det flerplattformade TV-spelet 007: Nightfire (2002). Han är den längsta karaktären i spelet och han kan döda de flesta med ett enda slag.
- Han gör även ett par framträdanden i det flerplattformade TV-spelet James Bond 007: Everything or Nothing (2004) som en hantlangare till Nikolai Diavolo.
- Hajen medverkar som en spelbar figur i 2010 års re-make av Goldeneye 007 till Wii.
- Samt i 2011 års re-release GoldenEye 007: Reloaded till PlayStation 3 och Xbox 360.
- Han medverkar även i det flerplattformade TV-spelet 007 Legends (2012 års).

## Övrigt
Under inspelningarna kunde Richard Kiel bara använda ståltänderna några minuter åt gången. Det gjorde för ont att använda dem en längre stund. Hajens riktiga namn är Zbigniew Krycsiwiki och han är född i Kraków, Polen enligt Christopher Woods romanversion av filmen Älskade spion.